# Weingartia roberto-vasquezii
Weingartia roberto-vasquezii ist eine Pflanzenart in der Gattung Weingartia aus der Familie der Kakteengewächse (Cactaceae). Der Artname ehrt den Entdecker der Art, den bolivianischen Botaniker Roberto Vásquez (* 1941).

## Beschreibung
Weingartia roberto-vasquezii wächst einzeln und nur nach Verletzung sprossend mit großen kugeligen Körpern. Diese erreichen einen Durchmesser von 6 bis 10 Zentimeter und Wuchshöhen von bis zu 5 Zentimeter. Sie besitzen eine bis zu 7 Zentimeter lange Rübenwurzel. Die schmalen und lang gezogenen Areolen sind 0,5 bis 1 Millimeter breit und 3 bis 6 Millimeter lang. Die kammförmigen 14 bis 24 Randdornen sind seitlich ausgerichtet oder halbschräg aufwärts gebogen (pektinat) und werden 1,5 bis 10 Millimeter lang. Sie sind weißlich bis gelblich oder bräunlich gefärbt, oft auch mit einer dunklen Spitze versehen und an der Basis etwas verdickt. Die Oberfläche der Dornen ist sehr rau.
Die grünlich bis rötlichbräunlichen Knospen erscheinen in der Mitte bis zur Basis des Pflanzenkörpers. Die duftlosen bis schwach muffig riechenden Blüten sind bis zu 23 bis 30 Millimeter lang und besitzen Durchmesser von 35 bis 45 Millimeter. Sie sind oft weiß bis cremegelblich, manchmal auch außen rosalila und innen weiß und sehr selten komplett zartrosalila bis lachsfarben gefärbt.
Die kugeligen und weißlich bis gelblichen, später hellbräunlichen Früchte weisen einen Durchmesser von 5,0 bis 6,5 Millimeter auf und enthalten 25 bis 60 Samen.

## Systematik und Verbreitung
Weingartia roberto-vasquezii ist im bolivianischen Departamento Chuquisaca in Höhenlagen zwischen 1300 und 1400 Metern auf steinig-felsigen Hängen verbreitet.
Die Erstbeschreibung als Sulcorebutia roberto-vasquezii wurde 2005 durch Lothar Diers und Wolfgang Krahn veröffentlicht. Günter Hentzschel und Karl Augustin stellten die Art 2008 in die Gattung Weingartia.

## Nachweise